# Hieronymus Ehrensberger
Hieronymus Ehrensberger (* 30. September 1813 in Lauterhofen; † 3. November 1873 in Berchtesgaden) war ein deutscher Verwaltungsjurist.

## Familie
Ehrensberger wurde als Sohn des Bäckermeisters Adam Ehrensberger in Lauterhofen und seiner aus Lengfeld stammenden Frau Barbara, geb. Mosburger, geboren. 1845 heiratete er Julie Wülfert, eine Tochter des Landrichters Gustav Friedrich Wülfert und seiner Frau Sofie, geb. Molitor. Ein Sohn aus dieser Ehe war der Chemiker und Industriemanager Emil Ehrensberger, ein Enkel der Ministerialbeamte Otto Ehrensberger.

## Leben
Bis 1834 besuchte Hieronymus Ehrensberger das humanistische Gymnasium in Amberg. Nach dem Wunsch der Eltern sollte er eigentlich Theologie studieren. Stattdessen schlug er jedoch die juristische Laufbahn ein. Sein Studium absolvierte er an der Ludwig-Maximilians-Universität München, wo er 1836 dem neu gestifteten Corps Franconia beitrat. Nach dem juristischen Examen (1839) war er Rechtspraktikant in Neumarkt in der Oberpfalz, ab 1843 Akzessist am Appellationsgericht Amberg. 1845 wurde ihm das Patrimonialgericht der Freiherren von Stauffenberg in Amerdingen übertragen. Ab 1847 war er in Jettingen beschäftigt, 1848 als Assessor in Schwabmünchen, 1850 in Eichstätt, 1852 in Forchheim. 1855 wurde er Landrichter in Babenhausen, 1862 Bezirksamtmann in Amberg. 1872 trat er in den Ruhestand, verzog nach Berchtesgaden und erwarb dort das Anwesen Mauerbichl, das später in den Besitz des Herzogs von Anhalt überging und als Villa Askania bekannt wurde. Ehrensberger starb in Berchtesgaden und wurde auch dort begraben.